# 973
973 (CMLXXIII) var ett normalår som började en onsdag i den julianska kalendern.

## Händelser

### Januari
- 19 januari – Sedan Johannes XIII har avlidit året innan väljs Benedictus VI till påve.[1]

### Okänt datum
- Amlaib, som är bror till den 971 avlidne skotske kungen Culen, utropar sig till kung av Skottland i opposition mot den regerande Kenneth II. Tronstriderna pågår därefter till Amlaibs död 977.
- Fatimiderna flyttar sin huvudstad till Kairo.[2]
- Abul-Futuh Sayf ad-Dawla Buluggin ibn Ziri blir den förste ziridiske härskaren.

## Födda
- 6 maj – Henrik II, kejsare av Tysk-romerska riket.
- 26 december – Abu al-Ala al-Maarri, arabisk filosof, poet och författare.
- Biruni, uzbekisk vetenskapsman.
- Murasaki Shikibu, japansk författare och poet.

## Avlidna
- 7 maj – Otto den store, tysk kung sedan 936 och tysk–romersk kejsare sedan 962

### Fotnoter
1. ↑  ”Roman Catholic Church” (på engelska). World Statesmen. http://www.worldstatesmen.org/Catholic.html. Läst 23 november 2012.
2. ↑  Roberts, J: "History of the World.". Penguin, 1994.